# Одесское военное училище
Оде́сское вое́нное учи́лище (до 1910 года — Одесское пехотное юнкерское училище) — военно-учебное заведение ВС Российской империи, готовившее офицеров пехоты, расквартированное на Итальянском бульваре.
Училище основано 15 сентября 1865 года, на основании Приказа военного министра, от 17 июля того же года за № 203, как Одесское пехотное юнкерское училище. Училищный и храмовый праздники — 23 апреля. Училище состояло в ведении Главного штаба, но по учебной части было подчинено Главному управлению военно-учебных заведений. 1 сентября 1910 года последовало переименование училища в военное. С 1866 года по 1902 год включительно училище выпустило подпрапорщиками 4 701 человека.

## История
Основано 27 июня 1865 года как Одесское пехотное юнкерское училище на 200 юнкеров в ходе военной реформы, проводимой под руководством военного министра Д. А. Милютина. 15 сентября 1865 года, согласно приказу военного министра от 17 июля того же года за № 203, было запланировано строительство здания.
В своих воспоминаниях Милютин особо отмечал, подводя итоги 1865 года:
 По части военно-учебной: средства для снабжения армии офицерами увеличились в 1865 г. открытием шести новых юнкерских училищ в дополнение к прежним четырём, а именно: четырёх пехотных — в Киеве, Чугуеве, Одессе и Риге — и двух кавалерийских — в Твери и Елизаветграде
Первым начальником училища стал переведённый с должности младшего помощника начальника военно-учёного отделения Главного управления Генерального штаба капитан Генерального штаба И. И. Ордынский, возглавлявший училище на протяжении восьми с половиной лет; впоследствии — генерал от инфантерии, член Педагогического комитета Главного управления военно-учебных заведений.
Строительство трёхэтажного здания училища в самом начале Малофонтанской дороги по проекту архитектора В.Ф. Мааса было закончено в 1866 году. Оно было рассчитано на 400 учащихся. На обучение принимались военнослужащие и вольноопределяющиеся. Курс обучения продолжался два года, но имевшие аттестат об окончании среднего учебного заведения (7 и 8 классов гимназий и реальных училищ) могли поступить сразу на старший курс и по окончании получить чин подпрапорщика. 
Помимо специальных и общеобразовательных предметов (частично включавших гимназический курс) курсанты обучались езде на велосипеде, верховой езде, музыке, танцам. Обучение в училище было бесплатным. 
С 1902 года училище состояло из 2-х специальных классов и одного общего. Приказом по военному ведомству № 243, от 31 мая 1910 года, с 1 сентября 1910 года Одесское пехотное юнкерское училище было переименовано в Одесское военное училище, без изменения действующих штатов.
Высочайшим приказом от 27 января 1903 года Одесское юнкерское училище получило своё знамя, курсанты стали носить особый нагрудный знак.
Накануне Первой мировой войны училище состояло из 4 рот, насчитывало 400 штатных юнкеров и 35 — сверхштатных; в числе 22 офицеров училища находились начальник училища, инспектор классов и его помощник, 4 ротных командира, 8 младших офицеров, адъютант, заведующий хозяйством, казначей, три офицера, прикомандированные для преподавания военных наук и один офицер — штатный преподаватель.
В январе 1918 года — «Сборный ударный отряд», составленный из юнкеров Одесского военного училища, учащихся 1-й и 2-й Одесских школ прапорщиков и 42 офицеров-добровольцев под командованием начальника училища полковника А. И. Кислова активно участвовал в боях с восставшими советскими частями и отрядами красногвардейцев. Будучи окруженный большевиками, оказал стойкое сопротивление, но понёс значительные потери. На 3-й день борьбы по приказу А. И. Кислова юнкера покинули здание училища, пробились через охранение Красной гвардии и малыми группами и в одиночку направились на Дон, где приняли активное участие в Гражданской войне на Юге России.
Советский период
Приказом начальника военно-учебных заведений Буняковского 23 апреля 1919 года в Одессе были созданы 9-е Одесские советские пехотные командные курсы. Формирование учебного заведения было возложено на товарища Червеца-Михайлова. К 15 мая того же года был сформирован батальон в составе трёх рот, по 120 курсантов в составе каждой.
По решению Реввоенсовета Юго-Западного фронта 17 февраля 1920 года курсы были переименованы в 39-е Одесские пехотные командные курсы.
3 мая 1921 года курсы были преобразованы в 13-ю Одесскую пехотную командную школу, а в 1924 году — в 13-ю Одесскую пехотную школу (13 ОПШ).
В марте 1937 года 13 ОПШ была преобразована в Одесское пехотное училище. Позднее Одесское высшее военное объединённое Краснознамённое училище.

## Награды
- 15 апреля 1944 года —  Орден Красного Знамени — награждено указом Президиума Верховного Совета СССР от 15 апреля 1944 года в ознаменование 25-й годовщины Одесского пехотного училища имени К. Е. Ворошилова за боевые заслуги перед Родиной и выдающиеся успехи в подготовке офицерских кадров.

## Начальники

### Досоветский период
- Ордынский, Иван Иванович[1] (04.06.1865 — 31.10.1873), капитан Генерального штаба, полковник
- Лазаревич, Николай Васильевич[1] (1874—1880), полковник
- Сидоренко, Николай Максимович[1] (29.05.1880 — 21.01.1884), полковник
- Поль, Александр Карлович[1] (12.02.1884 — 28.02.1888), полковник
- Протопопов, Александр Павлович[1] (16.03.1888 — 26.07.1891), полковник
- Воронец, Дмитрий Николаевич[1] (02.08.1891 — 04.09.1896), полковник
- К. И. Смирнов (??.??.1896 — ??.??.1898), полковник[1]
- Ферсман, Евгений Александрович[1] (29.05.1898 — 22.08.1903), полковник, генерал-майор
- Микулин, Иосиф Александрович[1] (22.08.1903 — 02.11.1908), полковник
- Голеевский, Максимилиан Николаевич[1] (27.11.1908 — после 10.07.1916), генерал-майор
- Кислов, Александр Ильич (1917), полковник
- Имнадзе, Евгений Семёнович (15.10.1919 — 08.11.1919), генерал-майор[8]

### Советский период
- Зеленин Пётр Евгеньевич (23.04.1919 — 27.03.1920), бывший подполковник РИА, заведующий курсами.
- Плаудэ К. К. (27.03.1920), заведующий курсами; Тимофеевский ?.?. — военный комиссар.
- Загородний, Михаил Андреевич (27.07.1921 — 29.06.1922), бывший полковник Генерального штаба РИА[9].
- Тимофеевский ?.?. (1924), бывший полковник Генерального штаба РИА.
- Урицкий, Семён Петрович (1924—1927), бывший прапорщик РИА[10].

…
- Иванов, Фёдор Сергеевич (27.02.1935—23.07.1938), комбриг; одновременно комиссар учебного заведения.
- Шерстнёв, Григорий Иванович (октябрь 1939 — ноябрь 1941), полковник
- Ворожейкин, Алексей Михайлович (27.11.1941 — 18.08.1942) полковник[11]. .
- Тумашев, Михаил Васильевич (октябрь 1942 — август 1945), полковник, генерал-майор
- Владимир Александрович Журавлев (октябрь 1945), полковник, врид[12]
- Захаров, Фёдор Васильевич (апрель 1947 — июль 1951), генерал-майор
- Бурмаков, Иван Дмитриевич (июль 1951 — январь 1954), генерал-лейтенант
- Калинович, Дмитрий Ефремович (12.04.1955 — 13.09.1957), генерал-майор[13].
- Тарусин, Андрей Васильевич (1957—1963), генерал-майор
- Чернышенко, Ульян Маркович (30.12.1963 — август 1965), генерал-майор[14].

## Известные выпускники (года)
- Абаза, Владимир Николаевич (1899) — выпущен подпрапорщиком в Либавский 6-й пехотный полк. Военный деятель Украинской Народной Республики.
- Аргеев, Павел Владимирович (1914) — выпущен в 29-й пехотный Черниговский полк
- Батезат, Афанасий Михайлович (1896) — выпущен в Крымский 73-й пехотный полк
- Вазов, Георги Минчев (1880)
- Васильев, Павел Михайлович
- Вержбицкий, Григорий Афанасьевич (1897) — выпущен в 30-й пехотный Полтавский полк
- Гандзюк, Яков Григорьевич (1895) — выпущен подпрапорщиком в 61-й пехотный Владимирский полк
- Гакенберг, Леонтий Августович (1902) — выпущен в Замосцкий 60-й пехотный полк
- Гарькавый, Илья Иванович (1916)
- Гонтарев, Борис Викторович (1905) — выпущен подпоручиком в 250-й Ахульгинский резервный батальон
- Грушецкий, Владислав Флорианович — после училища служил в 56-м Сибирском пехотном полку в должности младшего офицера учебной команды и командира роты.
- Гулидов, Владимир Платонович (1897) — выпущен подпрапорщиком в 55-й пехотный Подольский полк
- Драценко, Даниил Павлович (1897) — выпущен в 37-й пехотный Екатеринбургский полк
- Загородний, Михаил Андреевич (1909) — выпущен в Люблинский пехотный полк. Участник Русско-японской, Первой мировой и Гражданской войн.
- Калинин, Константин Алексеевич (1912) — выпущен подпоручиком по 1-му разряду в 3-ю Сибирскую стрелково-артиллерийскую бригаду
- Капустянский, Николай Александрович (1904) — военный деятель Украинской Народной Республики и украинской эмиграции, мемуарист
- Келлер, Николай Карлович (1894)
- Коленковский, Александр Константинович (1900) — выпущен подпоручиком в 52-й пехотный Виленский полк
- Кольчак, Софроний Илларионович (1908) — выпущен подпоручиком в пехотный полк, полный Георгиевский кавалер[15]
- Котов, Николай Яковлевич — выпущен подпоручиком
- Маловский, Алексей Александрович (1904 — 1942)— подполковник пограничных войск НКВД, участник обороны Одессы и Севастополя в годы Великой Отечественной войны.
- Мангуби, Соломон Симович (1894)
- Матиасевич, Михаил Степанович
- Михайлов, Михаил Пантелеймонович (1876) — выпущен прапорщиком в Люблинский 59-й пехотный полк
- Нагурский, Ян Иосифович (1909) — выпущен подпоручиком в 23-й Восточно-Сибирский стрелковый полк[2].
- Николаев, Данаил Цонев (1875) — выпущен в 54-й Минский пехотный полк
- Очеретько Митрофан Михайлович (1910) — выпущен подпоручиком в 71 Белевский пехотный полк. В 1915 г. удостоен ордена Св. Георгия 4-й степени[16].
- Потоцкий, Александр Александрович (1886) — выпущен в 57-й пехотный Модлинский полк.
- Пумпурс, Андрейс (1878) — служил офицером по интендантской части. Латышский поэт, один из ярких представителей «народного романтизма». Автор эпоса «Лачплесис», классического произведения латышской литературы.
- Рацул(ь), Сергей Михайлович (1882)- выпущен прапорщиком в 60-й пехотный Замосцкий полк, участник Русско-Японской войны 1904-1905 гг.
- Сальников, Дмитрий Николаевич (1904) — выпущен подпоручиком в 8-й стрелковый полк
- Саксаганский (Тобилевич), Панас Карпович (1880) — украинский театральный деятель[2].
- Собянин, Евгений Константинович (1916) — выпущен подпоручиком и направлен на Юго-Западный фронт, где служил в Управлении инспектора артиллерии 41-го корпуса в должности для поручений.
- Стеллецкий, Борис Семёнович (1894) — выпущен в 7-й пехотный Ревельский полк.
- Тапсашар, Марк Фёдорович (1895) — герой Порт-Артура.
- Терентьев, Герасим Львович — жандармский полковник, начальник Орловского, Екатеринославского, Казанского губернских жандармских управлений.
- Удовиченко, Михаил Дмитриевич — командир 16-го стрелкового полка, георгиевский кавалер. Последний награждённый орденом Святого Георгия 3-й степени.
- Феличкин, Михаил Дмитриевич — полковник, начальник разведки и контрразведки 12-й армии РИА в годы Первой мировой войны.
- Черепов, Александр Николаевич (1889) — выпущен в 136-й пехотный Таганрогский полк.